# Dendronizovaný polymer

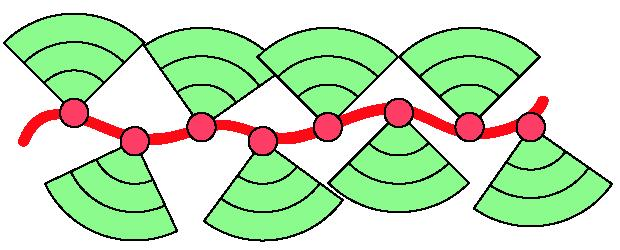
Struktura dendronizovaného polymeru

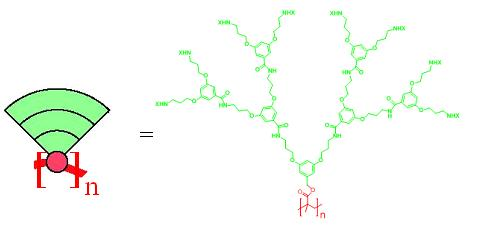
Struktura polymeru s navázanými dendrony třetí generace

Dendronizované polymery jsou lineární polymery, které mají na každou monomerní jednotku navázaný dendron. Dendrony jsou molekuly s pravidelně rozvětvenými fragmenty; polymerový řetězec často vytváří klobásovitou kuželovou strukturu. Na následujícím obrázku je polymerní řetězec znázorněn červeně a dendrony jsou vyobrazeny zeleně. Je zde také zobrazena struktura polymethylmethakrylátu (PMMA), u něhož jsou methylové skupiny nahrazeny dendrony třetí generace (rozvětvenými ve třech po sobě jdoucích místech).

## Struktura a použití
Dendronizované polymery mohou mít v jedné makromolekule tisíce dendronů, čímž vzniká silně anizotropní materiál. Tímto se liší od dendrimerů, u kterých je menší počet dendronů navázán na malé jádro a vzniká izotropní struktura. Neutrální dendronizované polymery jsou dobře rozpustné v organických rozpouštědlech a nabité ve vodě, protože u nich téměř nedochází k tvorbě propletených struktur. Dendronizované polymery mohou být vyrobeny například z polymethylmethakrylátu, polystyrenu, polyacetylenu, polyfenylenu, polythiofenu, polyfluorenu, poly(fenylenvinylen)u, poly(fenylenacetylen)u, polysiloxanů, polyoxanorbornenu a poly(ethylenimin)u. Molární hmotnosti mohou dosahovat až 2×108 g/mol. Dendronizované polymery jsou předměty výzkumu díky možnosti řízení struktury, tvorby šablon pro přípravu nanočástic, využití v katalýze, v elektrooptických zařízeních a biotechnologiích. Ve vodě rozpustné dendronizované polymery mohou být použity k imobilizaci enzymů na pevních površích (ve skleněných trubicích nebo mikrofluidních zařízeních) a na přípravu konjugátů s enzymy.

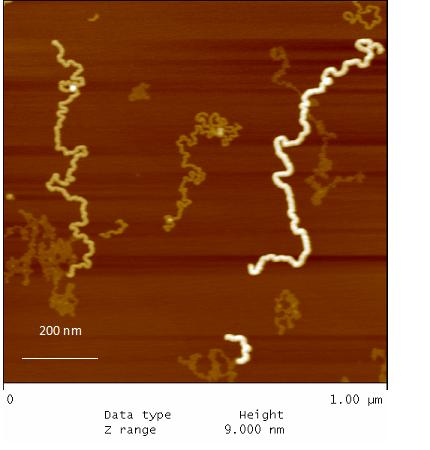
Obrázek současně připravených dendronizovaných polymerů první až čtvrté generace, pořízený pomocí mikroskopie stomárních sil
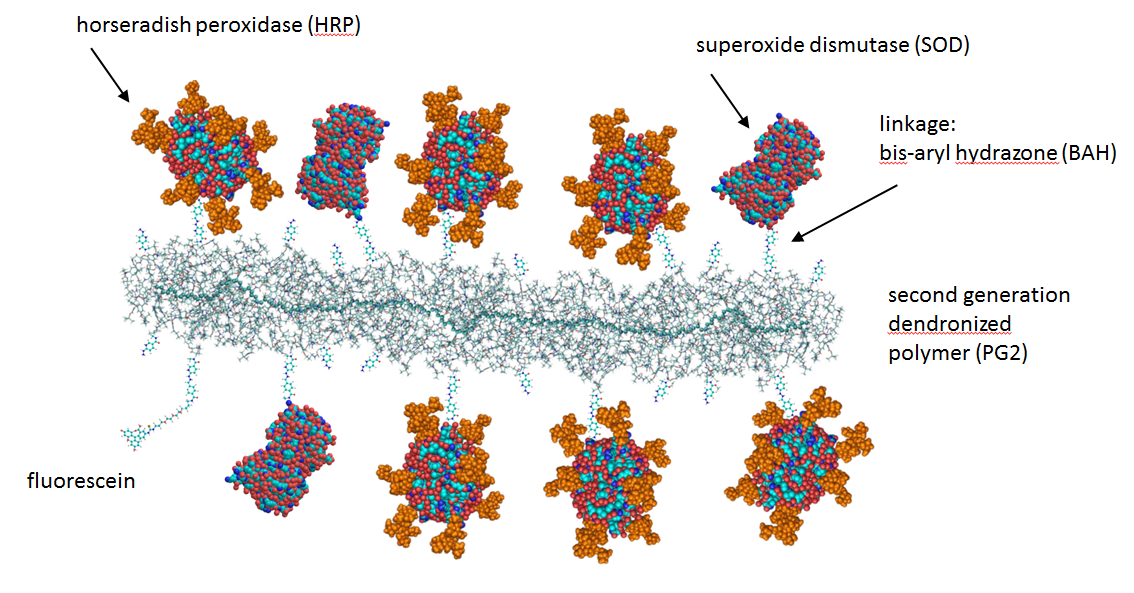
Znázornění struktury konjugátu dendronizovaného polymery a dvou různých enzymů, avidin-peroxidázy (HRP) a Cu,Zn-superoxid dismutázy (SOD); Gray & Montgomery, Carbohydrate Research, 2006, 341, 198-209. Denpol structure: Bertran et al. RSC Adv., 2013, 3, 126-140

## Příprava

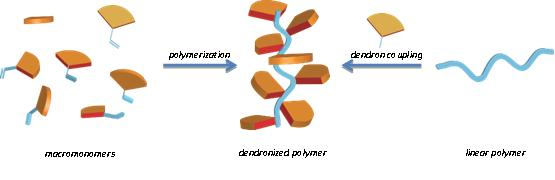
Dva hlavní způsoby přípravy dendronizovaných polymerů: Makromonomerová metoda (vlevo) a připojovací metoda (vpravo)

Hlavními způsoby přípravy dendronizovaných polymerů jsou makromonomerová a připojovací metoda. U první se polymerizuje monomer s již navázaným hotovým dendronem. U druhé se dendrony připravují po jednotlivých generacích na vytvořeném polymeru; rozdíly jsou zobrazeny na obrázku níže. Makromonomerovou metodou vznikají u vyšších generací kratší řetězce a připojovací metoda vede ke vzniku strukturních poruch, způsobených velkým počtem chemických reakcí, které je třeba provést na každé makromolekule.

## Historie
Označení „dendronizovaný polymer“ poprvé použil A. D. Schlüter v roce 1998. První příprava takovéto makromolekuly byla popsána roku 1987 V roce 1994 bylo objeveno možné využití těchto polymerů jako kuželovitých nanočástic. Výzkumem dendronizovaných polymerů se zabývalo mnoho vědeckých skupin po celém světě.